# 増崎孝司
増崎 孝司（ますざき たかし、1962年12月8日 - ）は、日本のギタリスト、作曲家、編曲家。長崎県出身。DIMENSIONのメンバー。血液型はO型。

## 略歴
- 1980年代、ビーイングに所属しスタジオ・ミュージシャンやバックバンドとしての活動を開始。プロになる前は斉藤英夫のバンドのローディーを務めていた。
- 1987年、片山圭司らとBLUEWでバンドデビュー。同年、松本孝弘の後任として浜田麻里のツアーギタリストとして参加。以降、浜田のツアーに同行＆楽曲提供を続けている。
- 1989年、渚のオールスターズのボーカル及びギターとして参加。
- 1990年、BMG VICTORよりソロデビュー。同時期にB.B.クィーンズにも参加。
- 1992年、DIMENSIONを結成。
- 2003年には矢堀孝一とのギターデュオでアルバムを発表。
- 2011年、近藤房之助、坪倉唯子、宇徳敬子とB.B.クィーンズとしての活動を再開。
- 2014年、船山基紀とユニット・MOTO & MASUを結成、アルバムを発表している。

## 使用機材
プロデビュー以来国内・海外問わず様々なメーカーのギター、アンプを使用している。
1990年代はAir Craft、2000年代はSuhr、2010年代前半はSadowskyをメインギターとして使用してきたが、2010年代後半以降からはメーカーを固定せず様々なギターを使用するようになり、2019年以降は製品プロデュースにも深く関わったThree Dots Guitarsを中心に使用している。
アンプもデビュー以来様々な変遷を経ているが、2000年代から2010年代半ばまではCustom Audio Electronics社製品を中心としたラックシステムをメインとして使用、その後はFractal Audio Systems社製サウンドプロセッサー、SuhrやMagnatoneのブティックアンプ等をTPOに応じて使い分けている。

## ディスコグラフィー
- SPEAKS（1990年8月21日、BVCR-13）
- ESCAPE（1991年10月21日、BVCR-61）
- 月（2003年11月3日、TAKE-0003） - 増崎孝司+矢堀孝一
- BATTLE EYE（2004年9月23日、WSSP-001/B） - SPORSIC (井口資仁プロデュース)
- In and out（2011年10月5日、ZACL-9050）
- LAWN BOYS GO TO MANHATTAN（2014年5月7日、78LABEL） - MOTO & MASU名義
- Te Quiero（2015年7月22日、78LABEL） - MOTO & MASU名義

## 主なレコーディング参加作品
増崎のキャリアにおいて、非常に多数のレコーディング参加作品が存在する。そのため、当項目ではシングルカット作品をはじめとする各アーティストの代表作品のみ記載することとする。
- 愛内里菜「空気」
- 亜蘭知子「Everything」「秋」
- w-inds.「NEW PARADISE」
- 宇徳敬子「あなたは 私の ENERGY」「不思議な世界」「あなたが世界一」「メッセージ」

「光と影のロマン」「満ち潮の満月」「風のように自由 〜free as the wind〜」
- EXILE「Together」「You're my sunshine」
- 大黒摩季「勝手に決めないでよ」「夏が来る、そして…」「OVER TOP」
- KinKi Kids「やめないで,PURE」「フラワー」「雨のMelody」「夏の王様」

「もう君以外愛せない」「ボクの背中には羽根がある」「情熱」
- 久宝留理子「涙の数だけ」「めまい」
- 栗林誠一郎「「トレンドは白。」のテーマ (白いMY LOVE)」「Good-bye to you」
- shela「Love Again 〜永遠の世界〜」「feel」「sepia」「Days」
- 高岡亜衣「Ah あなたに会いに行かなきゃ」「誰にもいえない真実」「こいはなび」

「ごめんね、今でも好きで居ます」
- 高田純次&近藤房之助「白いブランコでおやすみ」
- TETSUYA「In My HEART」
- 田村ゆかり「バンビーノ・バンビーナ」「Tomorrow」「おしえて A to Z」
- タンポポ「たんぽぽ」
- TWINZER「Yo! Chicken」「HEARTLAND」
- Tina「Sunshine Love」「Baby Blue」「This is one's for you」
- hiro「いつか二人で」
- BoA「VALENTI」「JEWEL SONG」「Shine We Are!」「メリクリ」
- BON-BON BLANCO「涙のハリケーン」「バカンスの恋」「BON VOYAGE!」
- MANISH「声にならないほどに愛しい」「君の空になりたい」
- 水瀬いのり「TRUST IN ETERNITY」
- 南野陽子「夏のおバカさん」
- Metis「梅は咲いたか 桜はまだかいな」
- Ryu「Dream Lover」「nobody knows」
- Lyrico「True Romance」
- 岡本玲「Railroad Star」「Broken Wing」
- 貴島サリオ「白とピンクと青い空」「ドライブスルーラヴァー」
- ハロー!プロジェクト（歌ドキッ! 〜ポップクラシックス〜関連、配信楽曲のみ）
- 堀江由衣『Darling』「ずっと」
- 宮崎羽衣『UI1』「キズナノ唄」「キミへ贈る花」
- サムライスピリッツ・イメージアルバム「鮪」「大地」
- Sexy Zone「Lady ダイヤモンド」
- 舘ひろし「HIROSHI TACHI sings YUJIRO」
- 石原プロモーション社歌「太陽と星たちの賛歌」(石原プロモーションブログ）[1]

## 作品提供

### 作曲・編曲
- 高岡亜衣「SAMURAI JOKER」（編曲は大島こうすけとの共作）

### 作曲
- Tina「mellow」（Tinaとの共作）
- 浜田麻里「Nostalgia」「Antique」「The year 2000」「Paradox」
- 前田亘輝「いいわけ？」
- 牧瀬里穂「クリスマスが来れば」
- 真琴つばさ「WISH…」
- 真璃子「今度は私の番ね！」
- 三宅亜衣「Early Winter」
- 村瀬由衣「READ ME」
- 柳原愛子「涙より悲しい気持ち」「ときめきながら 微笑みながら」

### 編曲
- 北原愛子「Sea」
- スパークリング☆ポイント「HAPPY☆in my life」
- 竹井詩織里「蜜月」
- Ryu「少年時代」「Almaz」「なごり雪」「nobody knows」「Those were the days」（鎌田真吾との共作）

## 劇伴作曲
- 彼女の嫌いな彼女（日本テレビ系）

## 著書
- 増崎孝司『DIMENSION 増崎孝司 presents Colorful Tones ~魅惑の音色を生み出すプレイ&サウンドの極意~』ヤマハミュージックメディア、2018年3月30日。ISBN 978-4636958942。